# Жач
Жач (алб. Zallç) је насеље у општини Исток на северу Метохије. У селу живи десетак српских породица који се од свог повратка сусрећу са мноштвом проблема.

## Историја
У скорије време ово село је често било у вестима због отпора локалних Албанаца према повратку српских становника. Смишљена стратегија насиља, има за циљ поновни прогон мештана овог села, који су се вратили на своја огњишта. Личи на модерни резерват, где Срби повратници живе у неколико шатора без воде и струје. За безбедност села су задужене словеначке окупационе снаге КФОР-а и косовска полиција

## Становништво
На Косову и Метохији није било пописа становништва од 1991, тако да нема скорашњих поузданих података о становништву. Албанци су бојкотовали попис 1991, тако да није позната њихова бројност на том попису.
| Етнички састав, укључујући интерно расељене |         |        |      |        |           |        |           |        |        |       |        |  |  |
| година/становништво                         | Албанци | %      | Срби | %      | Црногорци | %      | Муслимани | %      | остали | %     | укупно |  |  |
| 1961                                        | 287     | 41,72% | 243  | 35.32% | 158       | 22,97% | 0         | 0,00%  | 0      | 0,00% | 688    |  |  |
| 1971                                        | 405     | 51,59% | 254  | 32.36% | 115       | 14,65% | 0         | 0,00%  | 11     | 1,40% | 785    |  |  |
| 1981                                        | 251     | 29,05% | 191  | 22,11% | 81        | 9,38%  | 327       | 37,85% | 14     | 1,62% | 864    |  |  |
| 1991                                        | 1       | 0,19%  | 147  | 27,79% | 52        | 9,83%  | 307       | 58,03% | 22     | 4,16% | 529    |  |  |
|                                             |         |        |      |        |           |        |           |        |        |       |        |  |  |